# Liechtensteiner-Cup 1988-1989
La Liechtensteiner-Cup 1988-1989 è stata la 44ª edizione della coppa nazionale del Liechtenstein conclusa con la vittoria finale del FC Balzers, al suo ottavo titolo.
Della competizione è noto solo il risultato della finale.

## Finale
| Triesen | FC Balzers | 4 – 2 | USV Eschen/Mauren |  |